# 章子・チトー
章子・チトー（Akiko Tito、1965年 - ）は、日本人のパイロット、起業家。

## 経歴
東京都出身。シングルマザーとして娘を育てながら、金融業界を中心にシステムエンジニアとしてキャリアを積む。1995年に活動拠点をニューヨークに在住した。アメリカ同時多発テロ事件を契機にロサンゼルスへ移住。2008年にアメリカの実業家デニス・チトーと出会い、2020年に結婚。2020年にSpaceX社と契約し、民間人女性初となる月周回旅行への参加を2022年に発表。82歳のデニス・チトーがSpaceXによる最初の月周回旅行へ挑戦することで話題となり、章子・チトーはStarshipで月を周回する最初の女性の1人となる。
2018年からプライベートジェットのパイロット資格を取得し始め、2020年にはセスナ510サイテーション・マスタングを購入。2021年からYouTubeでもフライトの様子を公開し、副操縦士のいない単独フライトを800時間（2024年12月時点）果たしている。パイロット活動の傍ら、トレーニング活動にも取り組み、2023年に出場したフィジーク大会「WBFF」ではDiva Bikini Model 35歳以上部門で3位を受賞。

## 生い立ち
- 1965年　東京都板橋区生まれ
- 1988年　日本大学経済学部を卒業
- 1988年　三井銀行に入社、システム部へ配属
- 1992年　結婚に伴い退職、娘を出産
- 1992年　三井総研に入社
- 1995年　Tradition North America に就職（ウォール・ストリート）
- 1998年　富士銀行に就職（ニューヨーク支店）
- 2001年　シティバンクに就職
- 2003年　ロサンゼルスへ移住、離婚
- 2003年　個人で不動産投資業を開始
- 2020年　デニス・チトーと結婚
- 2020年　SpaceXと民間月周回旅行プランを契約
- 2022年　SpaceXによる宇宙船「Starship」に搭乗する民間月周回旅行への参加を発表[6][7][8]（SpaceX社からの公式発表）
- 2023年　フィジーク大会「WBFF (World Beauty Fitness & Fashion)」Diva Bikini Model 35歳以上部門 3位

## パイロット活動
- 2018年　プライベート・パイロット・ライセンス（Private pilot license）取得
- 2019年　インストラメント・レイティング・ライセンス（Instrument Rating license）取得
- 2020年　マルチ・エンジン・ライセンス（Multi Engine license）取得
- 2020年　シングル・パイロット・ジェット・レイティング（Single Pilot Jet rating）取得
- 2020年　セスナ 510 サイテーション・マスタング（Cessna 510 Citation Mustang）購入
- 2021年　コマーシャル・レイティング・ライセンス（Commercial rating license）取得
- 2025年　定期運送用操縦士（ATP license）取得